# 布盧德納亞河 (希洛克河支流)
布盧德納亞河是俄羅斯的河流，屬於希洛克河的左支流，由外貝加爾邊疆區負責管轄，河道全長164公里，流域面積4,480平方公里，每年十月至翌年五月結冰。